# Gwiaździcz
Gwiaździcz (Gwiaździc) – herb szlachecki.

## Opis herbu
Herb-tarcza przedzielona na dwa pola półksiężycem złotym rogami na dół; na księżycu w polu błękitnem krzyż złoty kawalerski, pod księżycem w  polu srebrnem gwiazda złota sześciopromienna; na hełmie w koronie trzy pióra strusie, nad środkowem gwiazda złota, sześciopromienna.

## Najwcześniejsze wzmianki
Nadany w 1791 Antoniemu Brykczyńskiemu przez Stanisława Augusta Poniatowskiego.

## Herbowni
Jedna rodzina herbownych (herb własny):
Brykczyński.